# Gosné
Cet article concerne une commune française d'Ille-et-Vilaine. Pour le cours d'eau français, voir Gosne.
Gosné est une commune française située dans le département d'Ille-et-Vilaine en région Bretagne, peuplée de 2 098 habitants.

## Géographie

### Situation

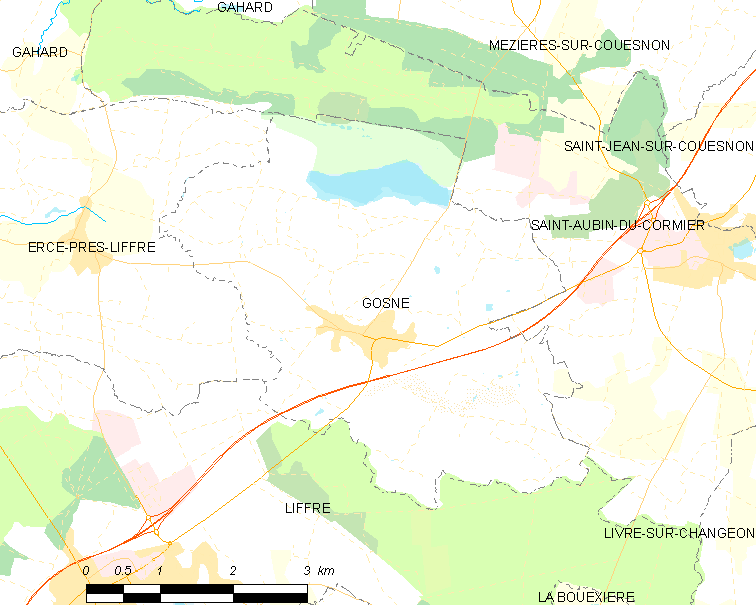
Carte de la commune de Gosné et des communes avoisinantes.

Gosné est situé à 24 km au nord-est de Rennes et à 49 km au sud du mont Saint-Michel dans le pays de Fougères.
Les communes limitrophes sont Saint-Aubin-du-Cormier, Liffré et Ercé-près-Liffré.
|                  |       | Saint-Aubin-du-Cormier |
| Ercé-près-Liffré | Gosné |                        |
| Liffré           |       |                        |

### Relief et hydrographie

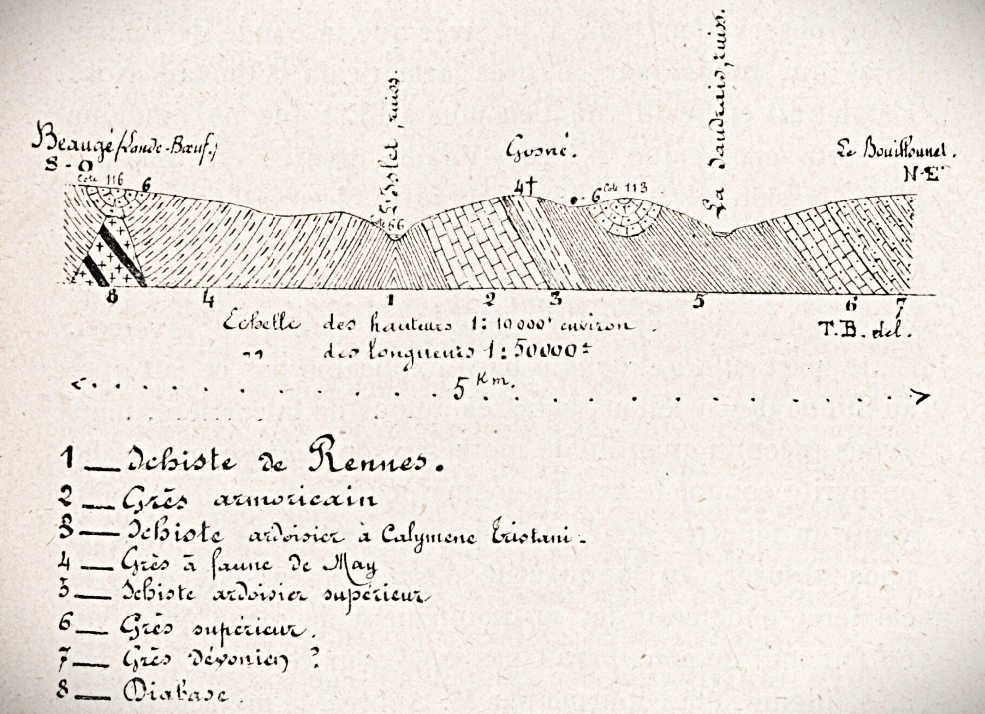
Coupe géologique traversant du sud-ouest au nord-est la commune de Gosné depuis Beaugé (en Liffré) jusqu'au hameau du Bouillonnet (nord-est de la commune de Gosné) en passant par le bourg de Gosné (Bulletin de la Société scientifique et médicale de l'Ouest, 1900).

Le relief de la commune est assez accidenté : la ligne de hauteurs orientée ouest-est de type relief appalachien atteint 114 mètres d'altitude à deux endroits, près de l'ancienne carrière du Rocher (désormais traversée par l'autoroute A84 d'une part, au niveau du lieu-dit Bel-Air et du château d'eau d'autre part.
Le point le plus bas (53 mètres) est à l'extrême ouest de la commune, au niveau de la confluence de Illet avec son affluent de rive droite le Ruisseau de l'Étang d'Ouée, qui forment aussi tous les deux la limite communale avec Liffré sur une partie de leur cours, mais qui, un peu plus en amont, traversent chacun une partie de la commune, qui est aussi traversée, à peu près  en son milieu par un autre affluent de rive droite de l'Illet, le Ruisseau de la Saudrais. L'Illet est un affluent de l'Ille et un sous-affluent de la Vilaine. L'Illet amont est désormais appelé Ruisseau de la Biennais.
Sévailles (hameau de Liffré situé sur l'ancienne RN12) et Gosné sont aux altitudes respectives de 116 et 110 mètres, alors que l'Illet est à 66 mètres au pont de Laubouclère, d'où des pentes fortes de part et d'autre de cette rivière à partir de ces deux points : on descend d'une cinquantaine de mètres sur une longueur de quelques centaines de mètres.
Dans la partie nord de la commune l'étang d'Ouée, aménagé  pour servir de réservoir d'eau pour la canal d'Ille-et-Rance, est à 85 mètres d'altitude.

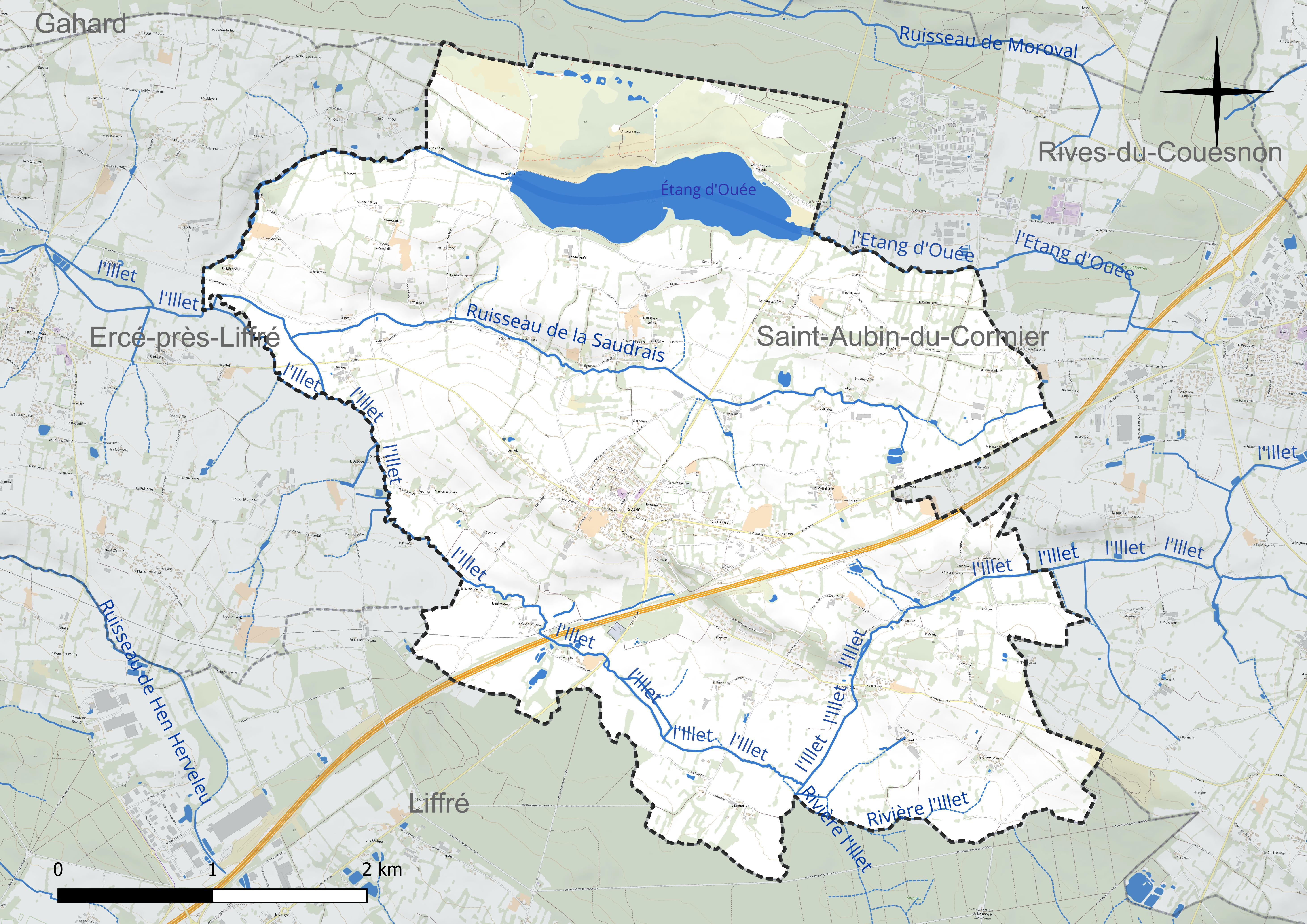
Carte du réseau hydrographique de la commune de Gosné.
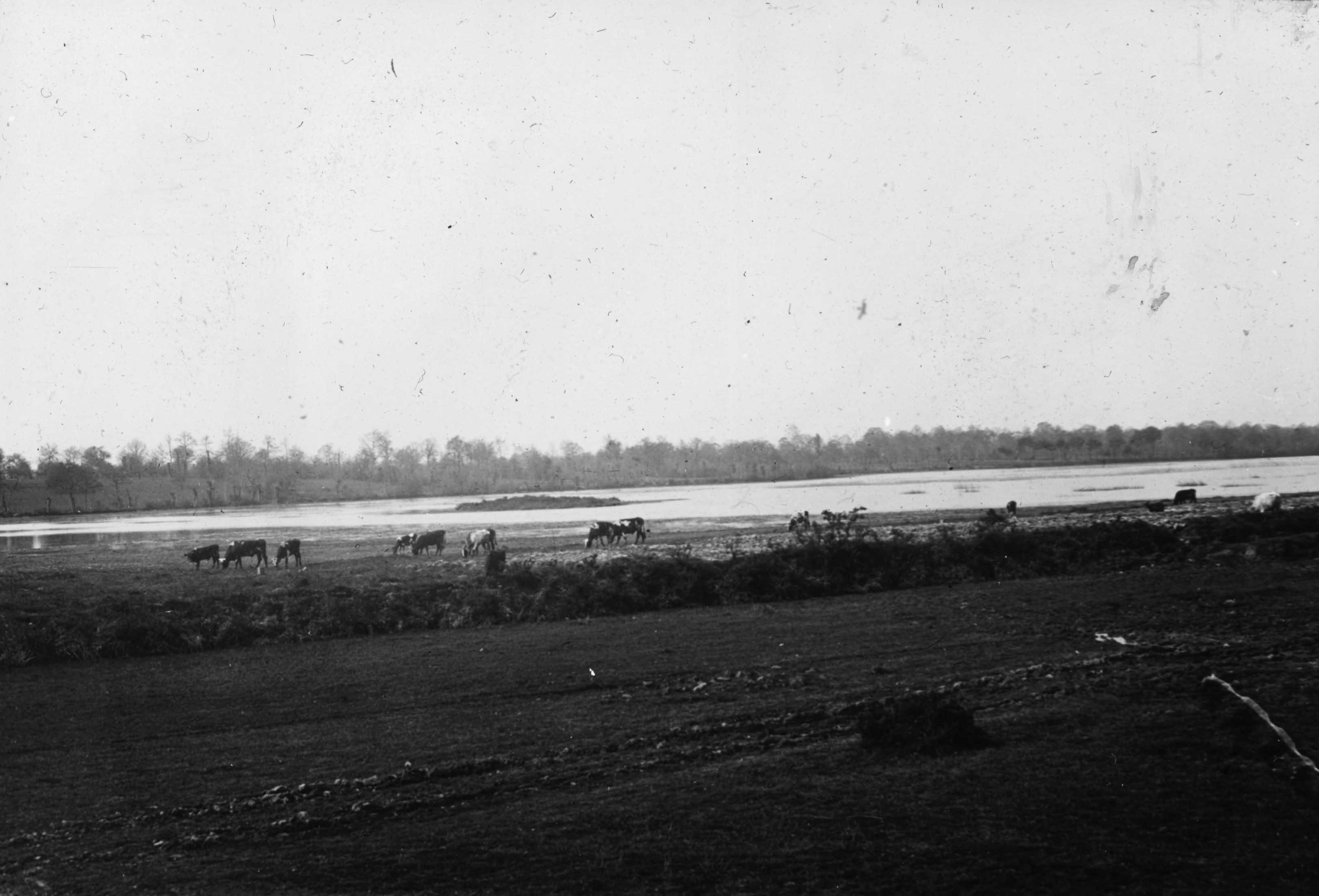
L'étang d'Ouée au début du XXe siècle.
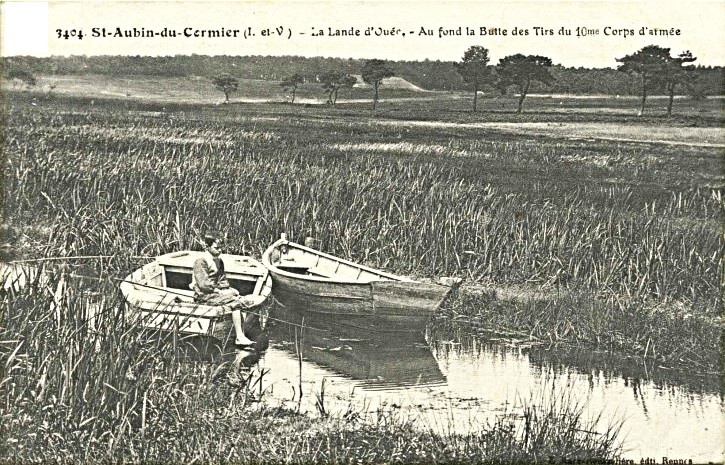
L'étang d'Ouée et la butte de tir du camp de la Lande d'Ouée au début du XXe siècle.
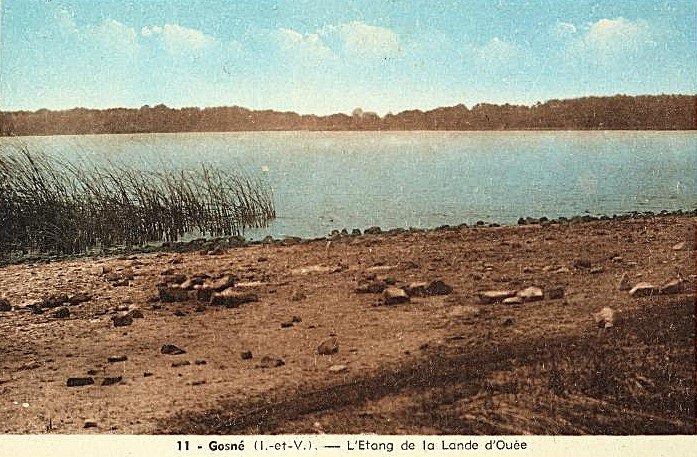
L'étang d'Ouée au début du XXe siècle (carte postale colorisée).
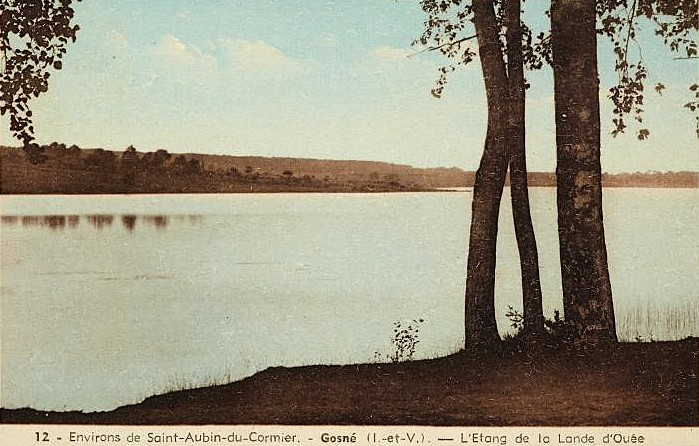
L'étang d'Ouée au début du XXe siècle (carte postale colorisée).
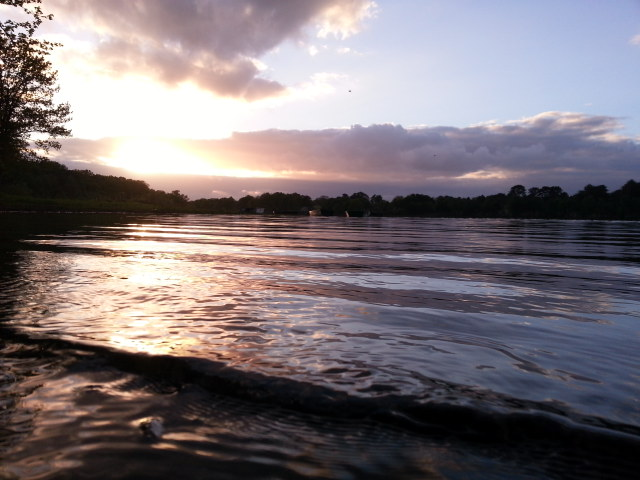
Coucher de soleil à l'étang d'Ouée (photo prise du lieu-dit Landeronde).

Des eaux sont captées en lande d'Ouée et acheminées par un aqueduc souterrain pour alimenter en eau potable la ville de Rennes.
L'ancienne carrière du Rocher exploitait un affleurement de grès armoricain.

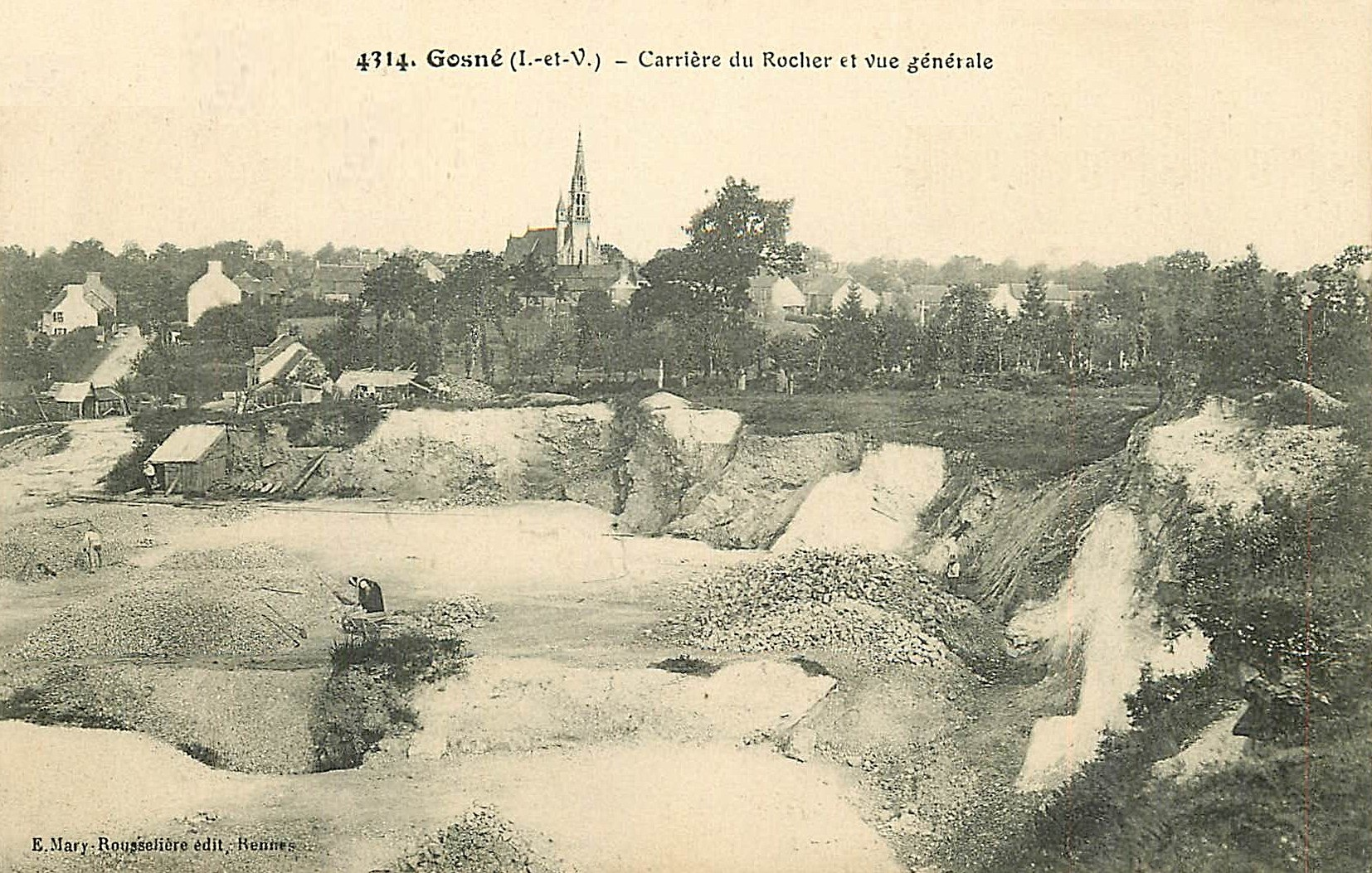
La carrière du Rocher et le bourg de Gosné au début du XXe siècle (carte postale).
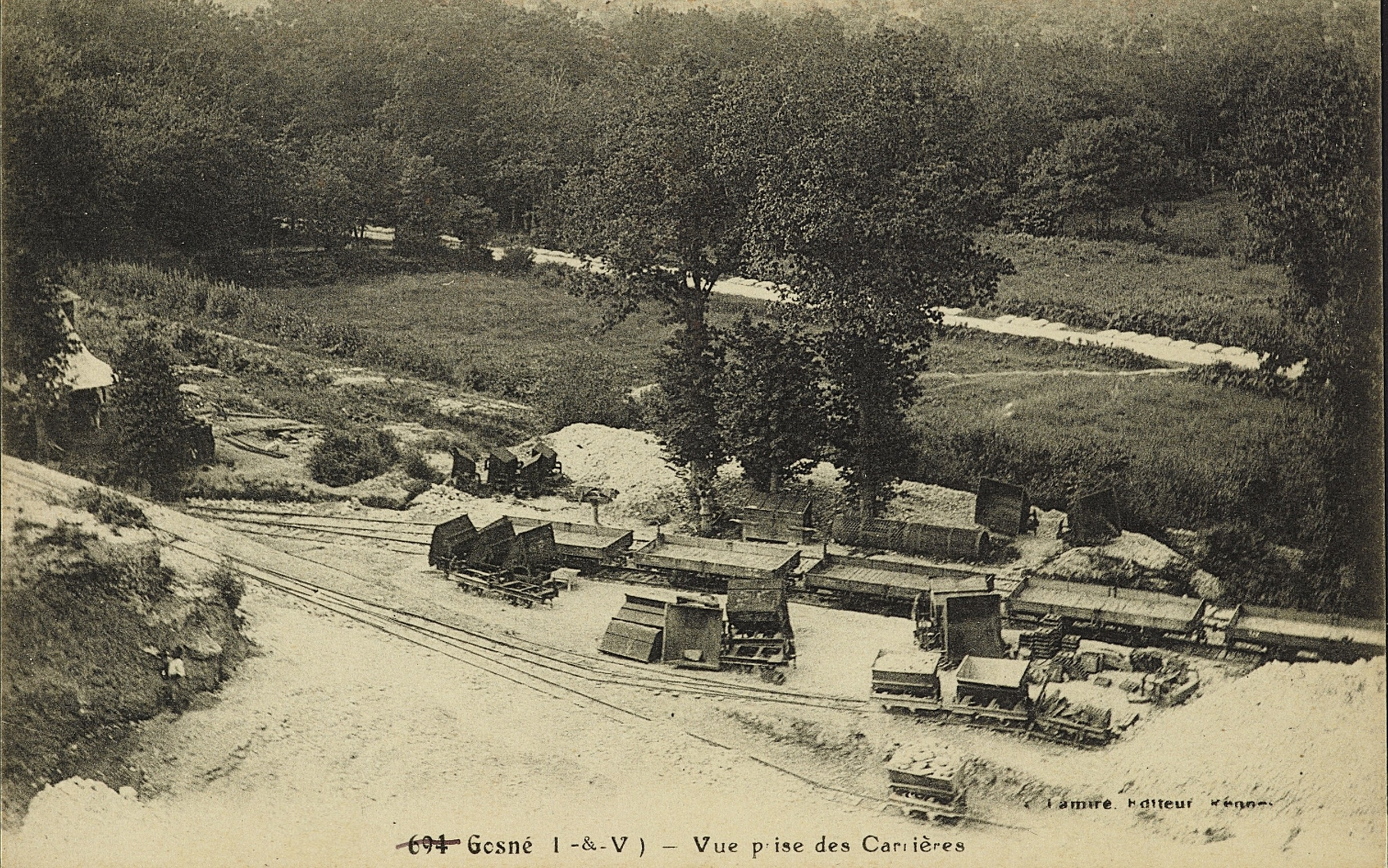
La carrière du Rocher vers 1920 (carte postale).

### Hydrographie
Pour un article plus général, voir Réseau hydrographique d'Ille-et-Vilaine.
La commune est située dans le bassin Loire-Bretagne. Elle est drainée par l'Illet, un bras de l'illet, l'Étang d'Ouée, la Saudraie et divers autres petits cours d'eau,.
L'Illet, d'une longueur de 34 km, prend sa source dans la commune de Saint-Aubin-du-Cormier et se jette  dans l'Ille à Betton, après avoir traversé neuf communes. 

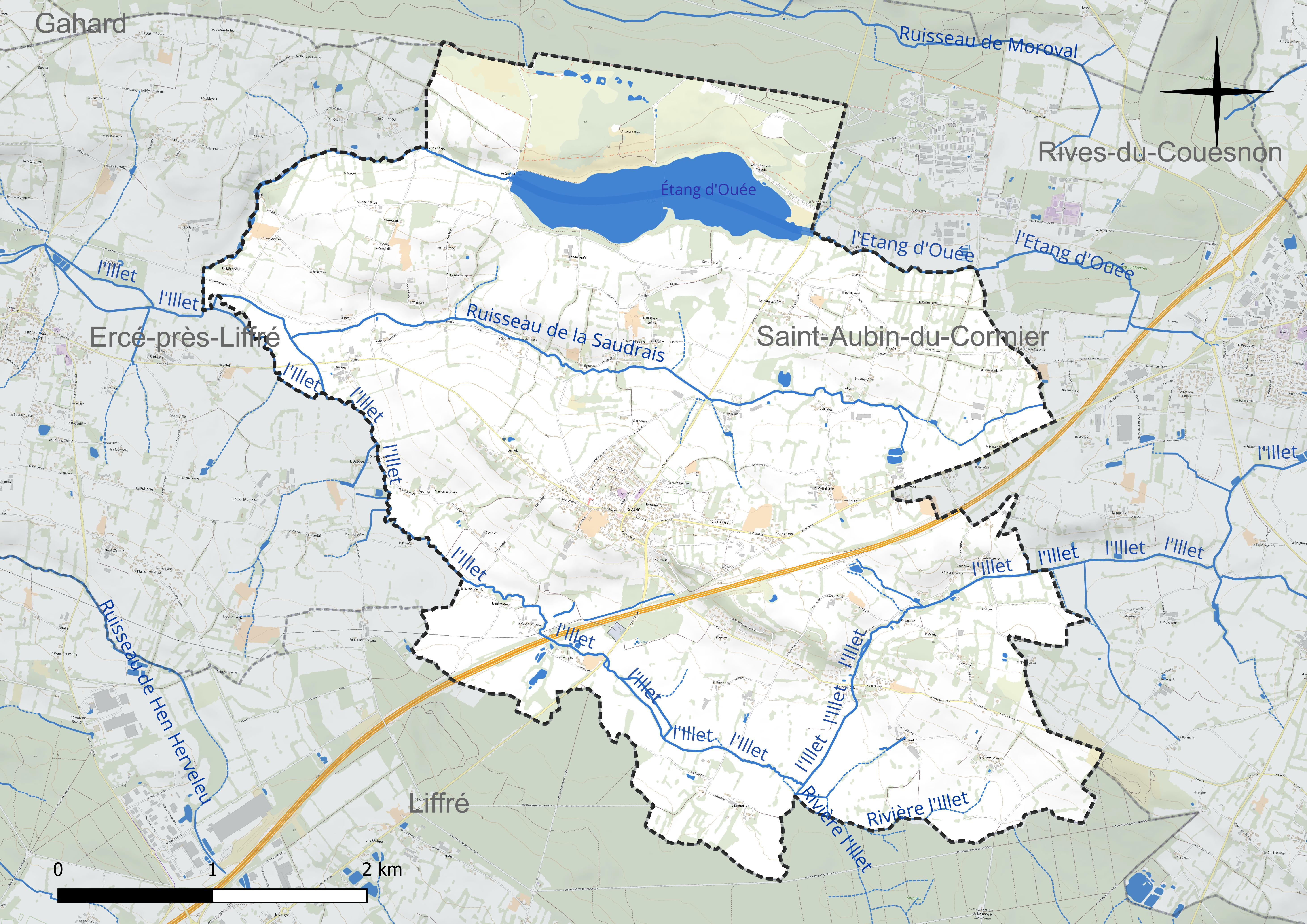
Réseau hydrographique de Gosné.

Un plan d'eau complète le réseau hydrographique : l'étang d'Ouée (66,71 ha),.

### Climat
Pour des articles plus généraux, voir Climat de la Bretagne et Climat d'Ille-et-Vilaine.
En 2010, le climat de la commune est de type climat océanique franc, selon une étude du CNRS s'appuyant sur une série de données couvrant la période 1971-2000. En 2020, Météo-France publie une typologie des climats de la France métropolitaine dans laquelle la commune est exposée à un climat océanique et est dans la région climatique  Bretagne orientale et méridionale, Pays nantais, Vendée, caractérisée par une faible pluviométrie en été et une bonne insolation. Parallèlement l'observatoire de l'environnement en Bretagne publie en 2020 un zonage climatique de la région Bretagne, s'appuyant sur des données de Météo-France de 2009. La commune est, selon ce zonage, dans la zone « Intérieur Est », avec des hivers frais, des étés chauds et des pluies modérées.
Pour la période 1971-2000, la température annuelle moyenne est de 11,2 °C, avec une amplitude thermique annuelle de 12,9 °C. Le cumul annuel moyen de précipitations est de 811 mm, avec 13,1 jours de précipitations en janvier et 7,5 jours en juillet. Pour la période 1991-2020, la température moyenne annuelle observée sur la station météorologique la plus proche, située sur la commune de Feins à 16 km à vol d'oiseau, est de 11,9 °C et le cumul annuel moyen de précipitations est de 816,2 mm,. Pour l'avenir, les paramètres climatiques de la commune estimés pour 2050 selon différents scénarios d'émission de gaz à effet de serre sont consultables sur un site dédié publié par Météo-France en novembre 2022.

### Paysages et habitat

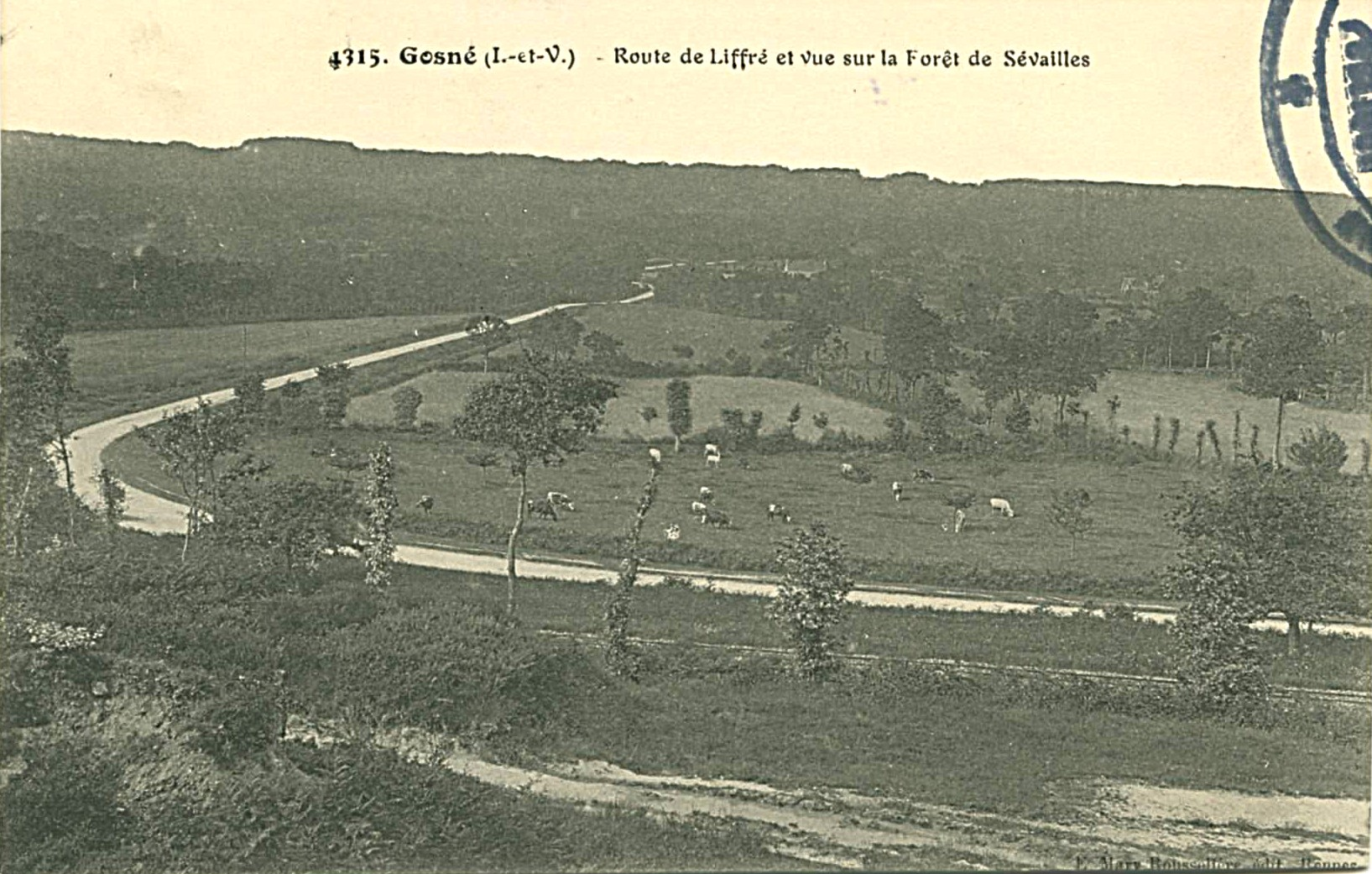
Gosné ː la route de Liffré et la forêt de Sévailles (carte postale début XXe siècle).

Gosné présente un paysage agraire traditionnel de bocage avec un habitat rural dispersé en une soixantaine de hameaux. Les maisons anciennes sont le plus souvent en moellons de grès armoricain, parfois avec entourage des ouvertures en granite, certaines constructions, surtout des dépendances étant en pans de bois ; la terre sous forme de bauge a été aussi parfois utilisée.

## Urbanisme

### Typologie
Au 1er janvier 2024, Gosné est catégorisée commune rurale à habitat dispersé, selon la nouvelle grille communale de densité à sept niveaux définie par l'Insee en 2022.
Elle est située hors unité urbaine. Par ailleurs la commune fait partie de l'aire d'attraction de Rennes, dont elle est une commune de la couronne,. Cette aire, qui regroupe 183 communes, est catégorisée dans les aires de 700 000 habitants ou plus (hors Paris),.

### Occupation des sols
L'occupation des sols de la commune, telle qu'elle ressort de la base de données européenne d'occupation biophysique des sols Corine Land Cover (CLC), est marquée par l'importance des territoires agricoles (84,9 % en 2018), une proportion sensiblement équivalente à celle de 1990 (85,6 %). La répartition détaillée en 2018 est la suivante : 
zones agricoles hétérogènes (59 %), prairies (25,3 %), milieux à végétation arbustive et/ou herbacée (6,8 %), zones urbanisées (3,6 %), eaux continentales (3,5 %), forêts (1,2 %), terres arables (0,6 %). L'évolution de l'occupation des sols de la commune et de ses infrastructures peut être observée sur les différentes représentations cartographiques du territoire : la carte de Cassini (XVIIIe siècle), la carte d'état-major (1820-1866) et les cartes ou photos aériennes de l'IGN pour la période actuelle (1950 à aujourd'hui).

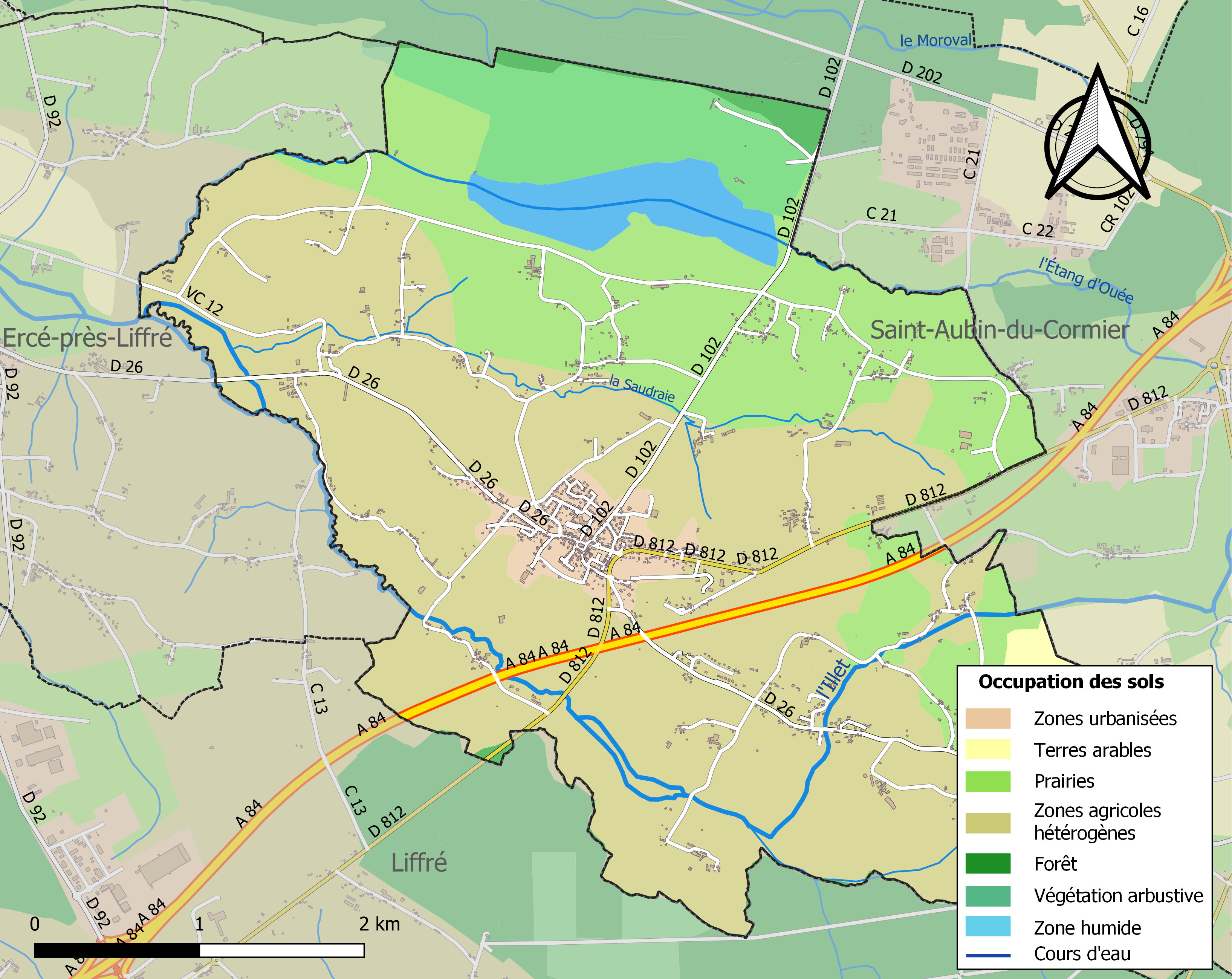
Carte des infrastructures et de l'occupation des sols de la commune en 2018 (CLC).

## Toponymie
Le nom de la localité est attesté sous les  formes Gosneyum en 1516, Gousné en 1608. Le nom proviendrait d'un mot celtique signifiant "colline".
Le gentilé est Gosnéen.

## Histoire

### Moyen-Âge

#### Les origines de Gosné
Gooneio est la forme latine du nom Gosné et est mentionné pour la première fois dans une charte des années 1155 à 1161 ä propos d'un accord de paix entre Hervé III de Vitré et Robert III de Sérigné passé devant Henri II Plantagenet.
Entouré de forêts (forêt de Sévailles et forêt de Saint-Pierre [forêt de Liffré] au sud, forêt de Haute-Sève au nord) et de landes, Gosné a été très probablement à l'origine un village de défrichement ; de nombreux villages de Gosné portent le nom d'un individu ou d'une famille se terminent en 
"–erie" ou "-ière" et correspondent à des défrichements des XIe siècle ou XIIe siècle, par exemple la Rousselière, Bouterie, etc..) ; ceux terminés par "–ais" seraient plus récents.
Une motte féodale portant un château en bois a existé à Dezerseul, abandonnée au XIVe siècle, remplacée par le village actuel du Dezerseul.

#### L'ancienne église paroissiale
La paroisse de Gosné est aussi attestée dès le XIe siècle ou le XIIe siècle si l'on en croit les vestiges d'architecture romane que l'on trouvait dans l'ancienne église paroissiale (dédiée à la Sainte Vierge et fêtée le 2 février ; remplacée en 1902), notamment l'abside et le transept ; son clocher, placé au milieu de l'église, reposait sur une base romane ; sa nef datait du XVIe siècle, mais avait été prolongée en 1788 ; ses deux chapelles avaient été rebâties vers 1750 et sa sacristie datait de 1761.
Les seigneurs de Sérigné (Sérigné est à cheval sur Liffré et La Bouëxière ; famille de Montbourcher) disposaient des droits de supériorité et de fondation dans l'église ; ils y avaient leurs pierres tombales, leurs écussons et leurs cep et collier étaient armoriés dans le cimetière où se trouvait aussi leur litre funéraire. Le seigneur du Deserzeul avait aussi son enfeu dans le chœur de l'église.

### Temps modernes

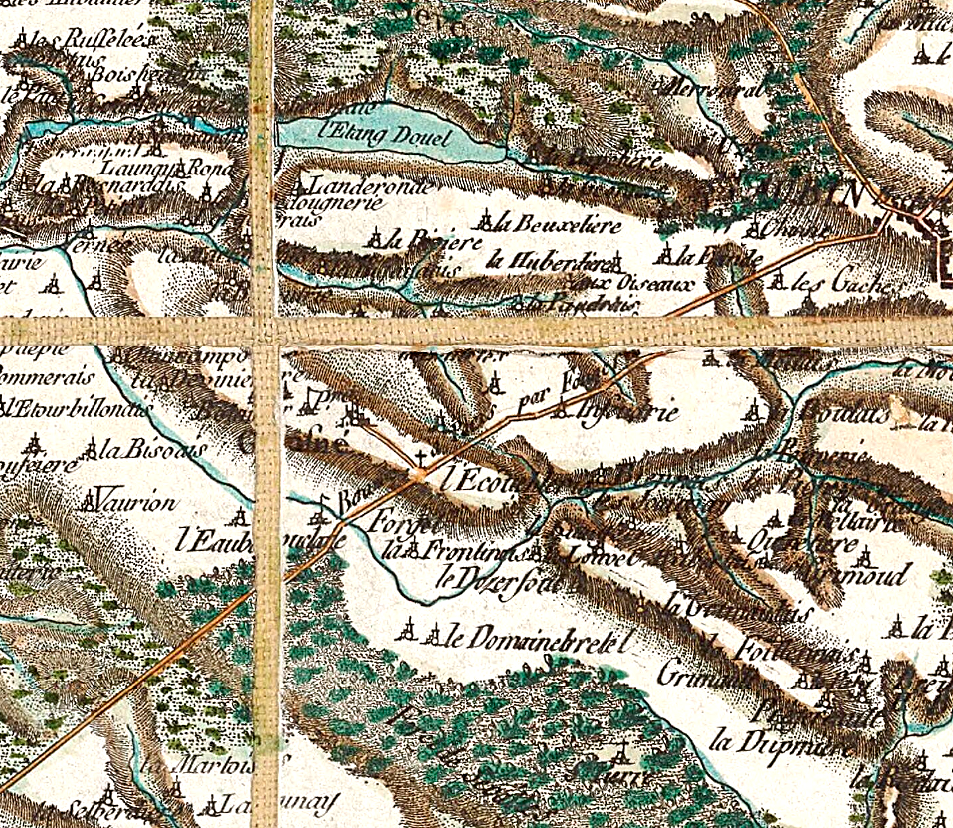
Carte de Cassini de la paroisse de Gosné et de ses environs.

Outre l'église, deux chapelles existaient dans la paroisse : la chapelle Saint-Denis de Grasbusson, attestée en 1650 et la chapelle Saint-Avertin, mentionnée en 1680.
Laubouclère [L'Aubouclère|] et Dezerseul étaient les deux seigneuries principales, mais selon Paul Banéat 5 autres seigneuries existaient, dont celles de La Forgette, de Landeronde, de la Sauldraye et de Grasbusson. Gosné faisait partie de la châtellenie de Saint-Aubin-du-Cormier. Les seigneuries du Bordage (en Ercé) et de Sérigné (en La Bouëxière) possédaient des fiefs et des terres en Gosné. Le moulin et l'étang de Biennais faisaient partie du domaine royal.
Jean-Baptiste Ogée décrit ainsi Gosné en 1778 :

« Gosné, sur une hauteur ; à 4 lieues trois quarts au Nord-Est de Rennes, son évêché, et à trois quarts de lieue de Saint-Aubin-du-Cormier, sa subdélégation et son ressort. Cette paroisse, dont la cure est à l'Ordinaire, relève du Roi, et compte 1 000 communiants. Son territoire est coupé par la rivière d'Illette, qui arrose les prairies qui sont sur ses bords : on y voit des terres labourées, des arbres à fruits, et deux bois, dont l'un peut avoir deux lieues de circuit, et l'autre une demi-lieue seulement. On y connaît les maisons nobles suivantes : en 1400, le manoir du Bout-Clerès, moyenne justice et la maison de Serceul [Dezerseul], à Jean de Vandel, aujourd'hui à M. des Grées, Coruner, les Forgettes, en 1410, à Olivier de Vaunoise. »

Juste avant la Révolution française, les 4 autels de l'église paroissiale étaient dédiés à Notre-Dame du Rosaire (une confrérie du Rosaire y avait son siège), saint Michel, saint Jean et sainte Anne.

### Révolution française
Jean-Exupère Froc, pourvu de la cure en 1770, demeura caché dans la paroisse pendant la Terreur ; il fut réinstallé après le Concordat en 1803 et décéda le 11 décembre 1806.
En 1792 une notice décrit le sol de la commune comme « pierreux et mauvais et en partie couvert de bois ».
La prée de la Plousais, qui appartenait au seigneur du Bordage, alors émigré, fut vendue comme bien national le 8 octobre 1794.

### LeXIXesiècle

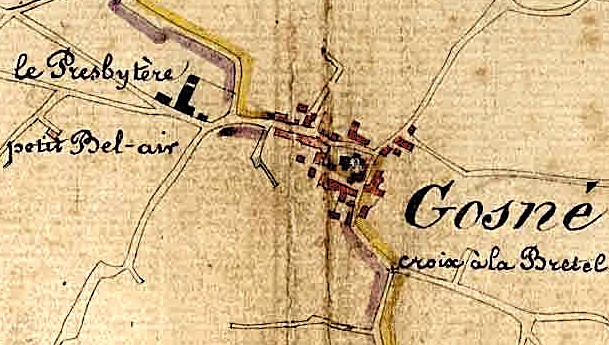
Le bourg de Gosné en 1833 (plan cadastral).

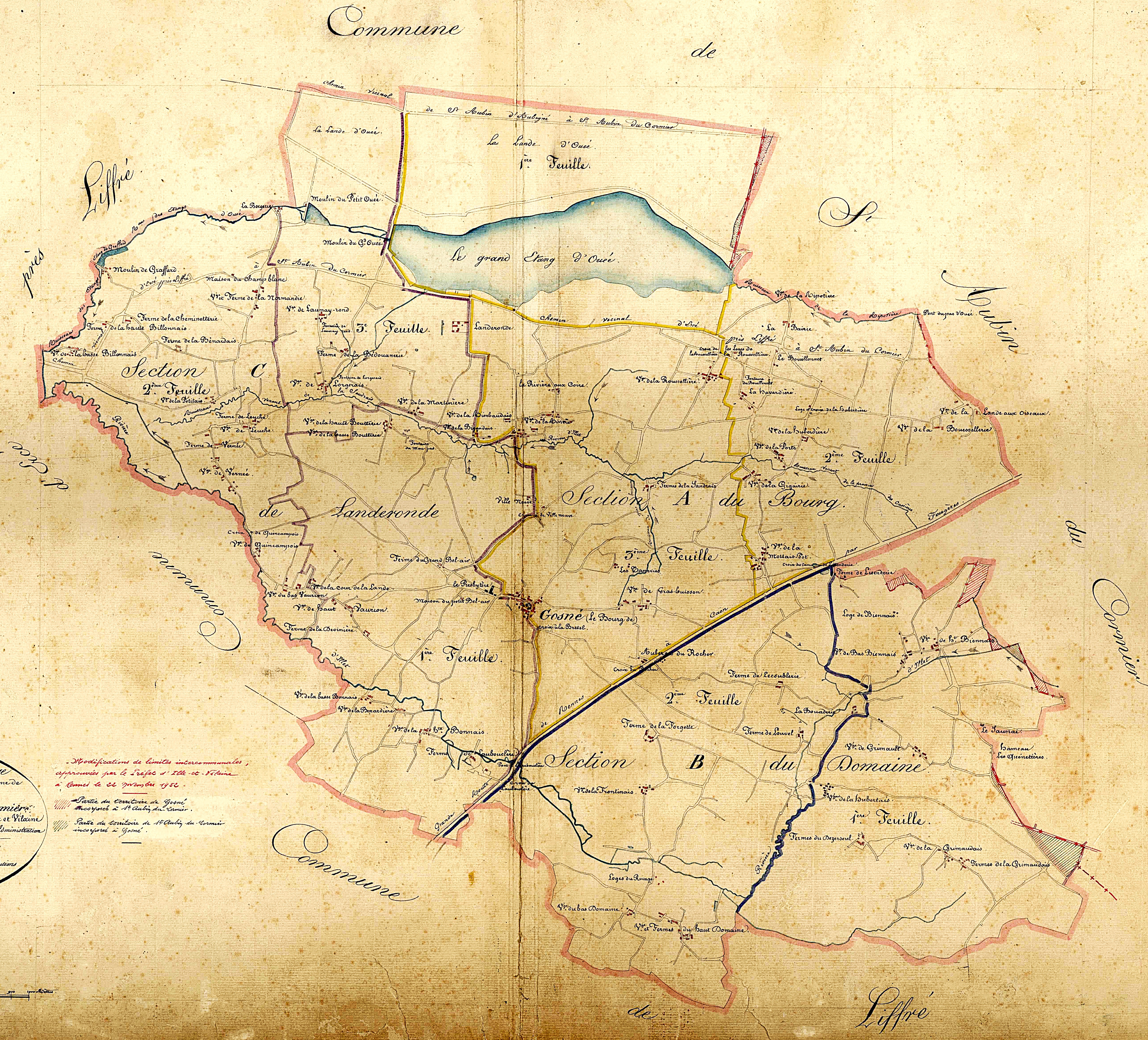
Plan cadastral de la commune de Gosné (1833, tableau d'assemblage).

Le journal Le Citoyen français évoque dans son édition du 27 fructidor an XI (14 septembre 1803) un incendie survenu dans la lande d'Ouée, à cheval sur les communes de Gosné et Saint-Aubin-du-Cormier et le zèle des maires des deux localités pour l'éteindre et éviter qu'il ne se propage dans la forêt de Haute-Sève voisine.
Au début du XIXe siècle le bourg s'organisait uniquement autour de l'église paroissiale et de la route d'Ercé-près-Liffré, avec en tout une trentaine de bâtiments, comme montre le plan cadastral de 1833. L'école primaire de Gosné est construite en 1849.
A. Marteville et P. Varin, continuateurs d'Ogée, décrivent ainsi Gosné en 1843 :

« Gosné (sous l'invocation de la Vierge, le 2 juillet) : commune formée de l'ancienne paroisse de ce nom ; aujourd'hui  succursale. (...) Principaux villages : le Billonais, la Rivière, la Rousselière, La Mottais-Pot, le Haut et le Bas-Biennais, la Hubertais,la Grimaudais,le Domaine, le Haut et le Bas-Vaurien, Vernée, la Bonnais.  Maison remarquable : la Lande-Ponde. Superficie totale: 1 813 hectares 31 ares, dont (..) terres labourables 986 ha, prairies et pâturages 274 ha, bois 23 ha, vergers et jardins 35 ha, landes et incultes 365 ha, étangs 74 ha (..). Moulins: 3 (le Grand-Oué, le Petit-Oué, Graffard ; à eau. Le bourg de Gosné est actuellement, et par suite de modification de rampe, presque au bord de la route royale dite de Caen aux Sables d'Olonne.La petite rivière d'Illet traverse cette commune de l'est à l'ouest, puis la limite au sud-ouest  Dans la partie nord est le grand étang de Oué. Géologie et minéralogie: quartzite. On parle le français [en fait le gallo]. »

### LeXXesiècle

#### La Belle Époque
Une ligne des Tramways d'Ille-et-Vilaine ouvrit en 1897 entre Rennes et Fougères ; elle suivait le tracé de la Route nationale 177 (future Route nationale 12)  entre ces deux villes, desservant notamment Gosné; la ligne ferma en 1948.

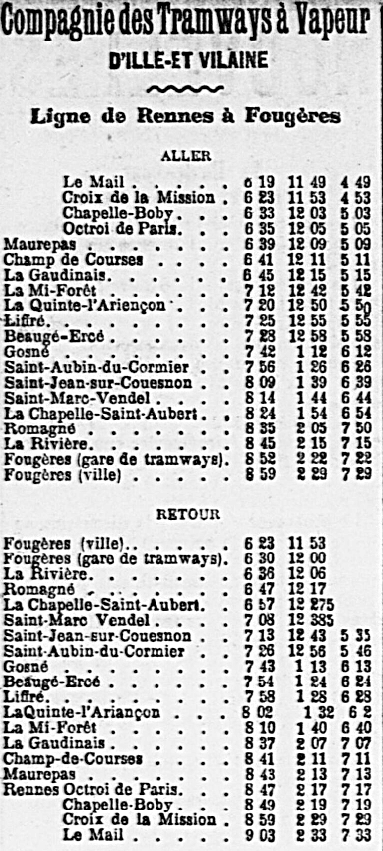
Tramways d'Ille-et-Vilaine ː horaire des tramways sur la ligne de Rennes à Fougères en 1899-1900.
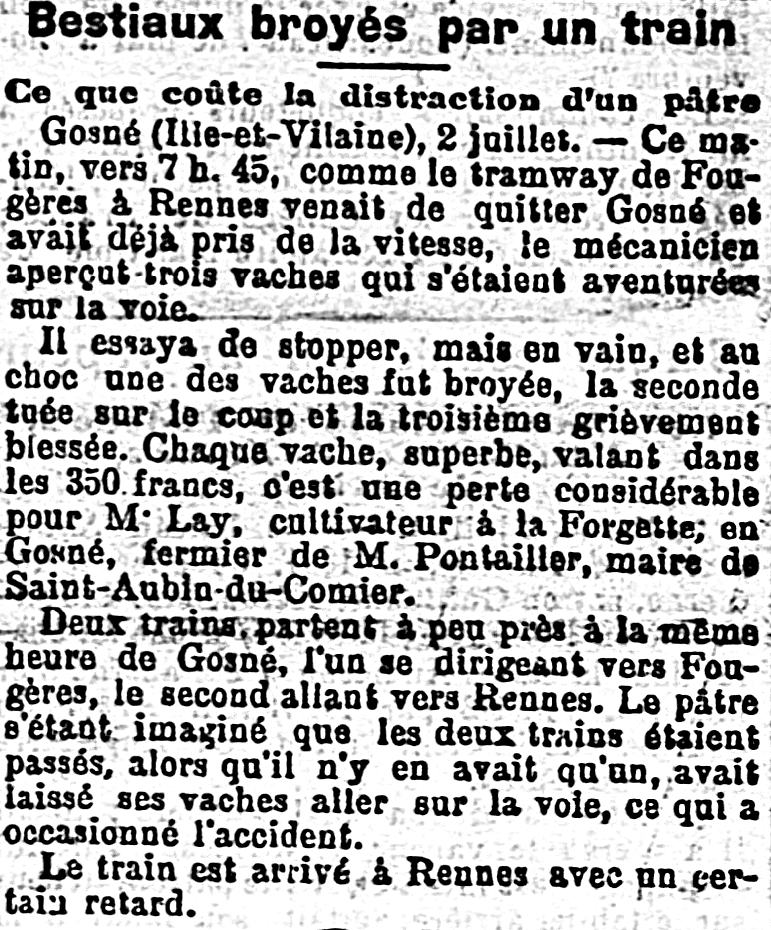
Gosné ː trois vaches écrasées par un tramway (journal L'Ouest-Éclair du 3 juillet 1903).
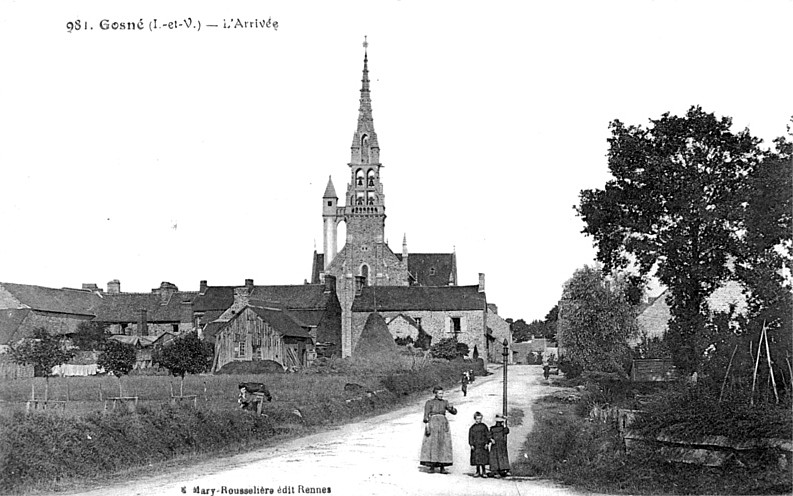
Vue d'ensemble du bourg au début du XXe siècle (carte postale).
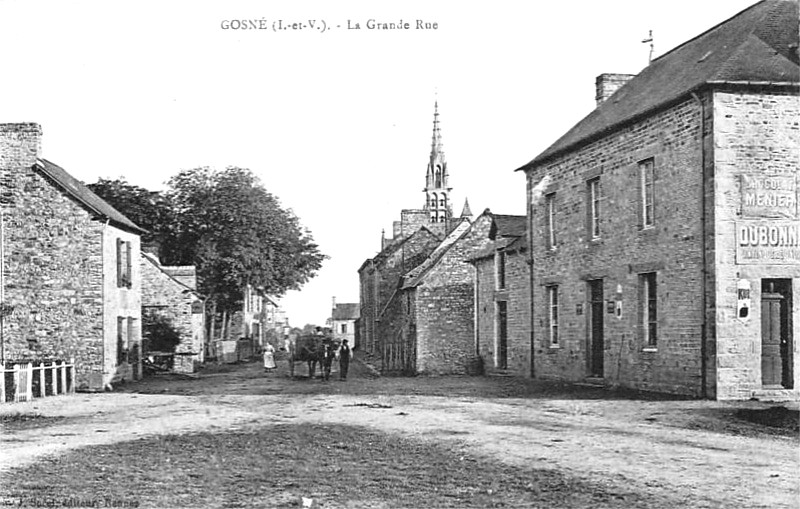
La Grande Rue au début du XXe siècle (carte postale).
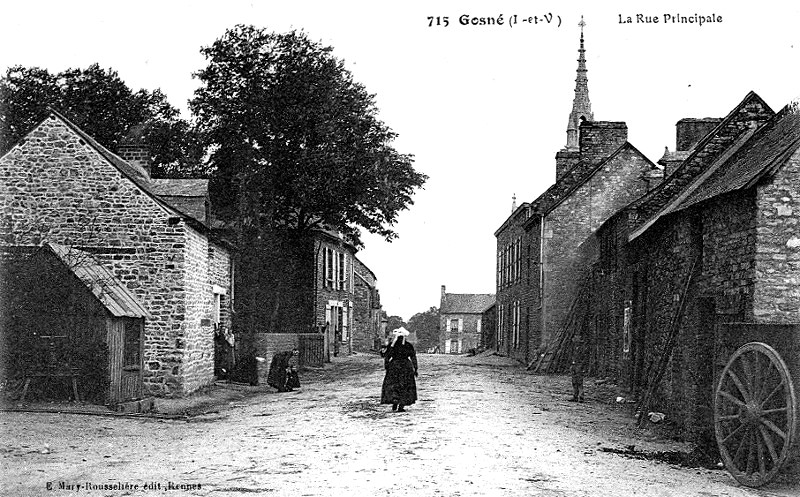
La rue principale au début du XXe siècle (carte postyale).
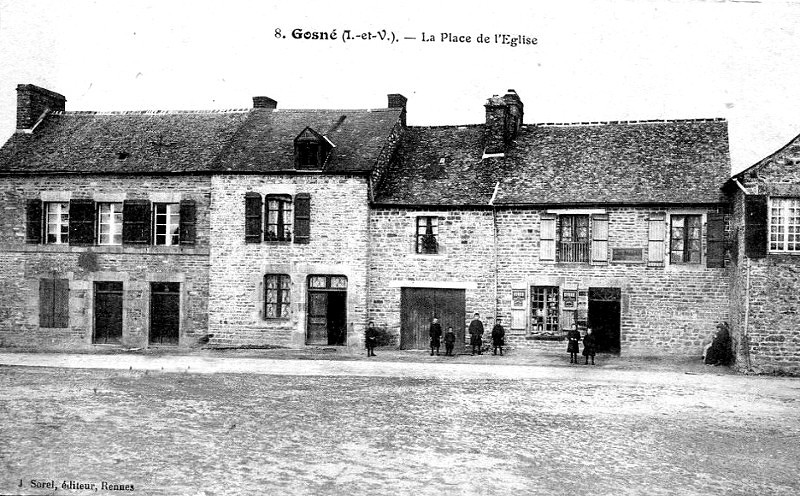
La Place de l'Église au début du XXe siècle (carte postale).
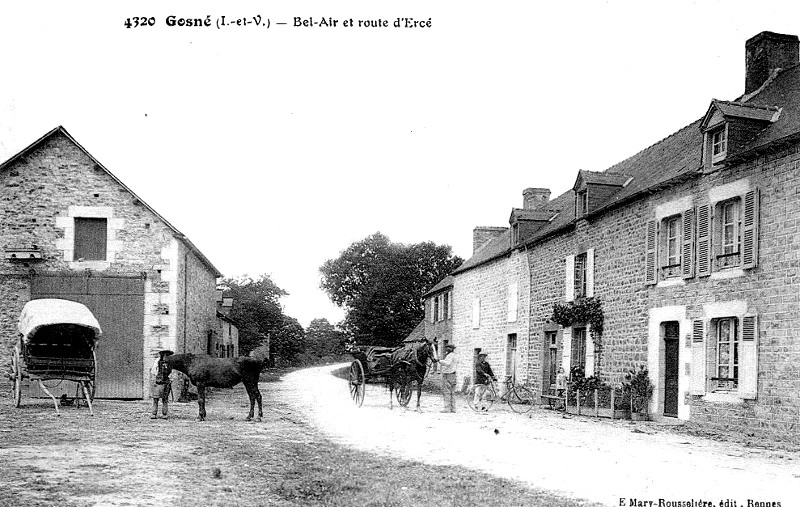
La route d'Ercé-près-Liffré (lieu-dit Bel-Air) au début du XXe siècle (carte postale).
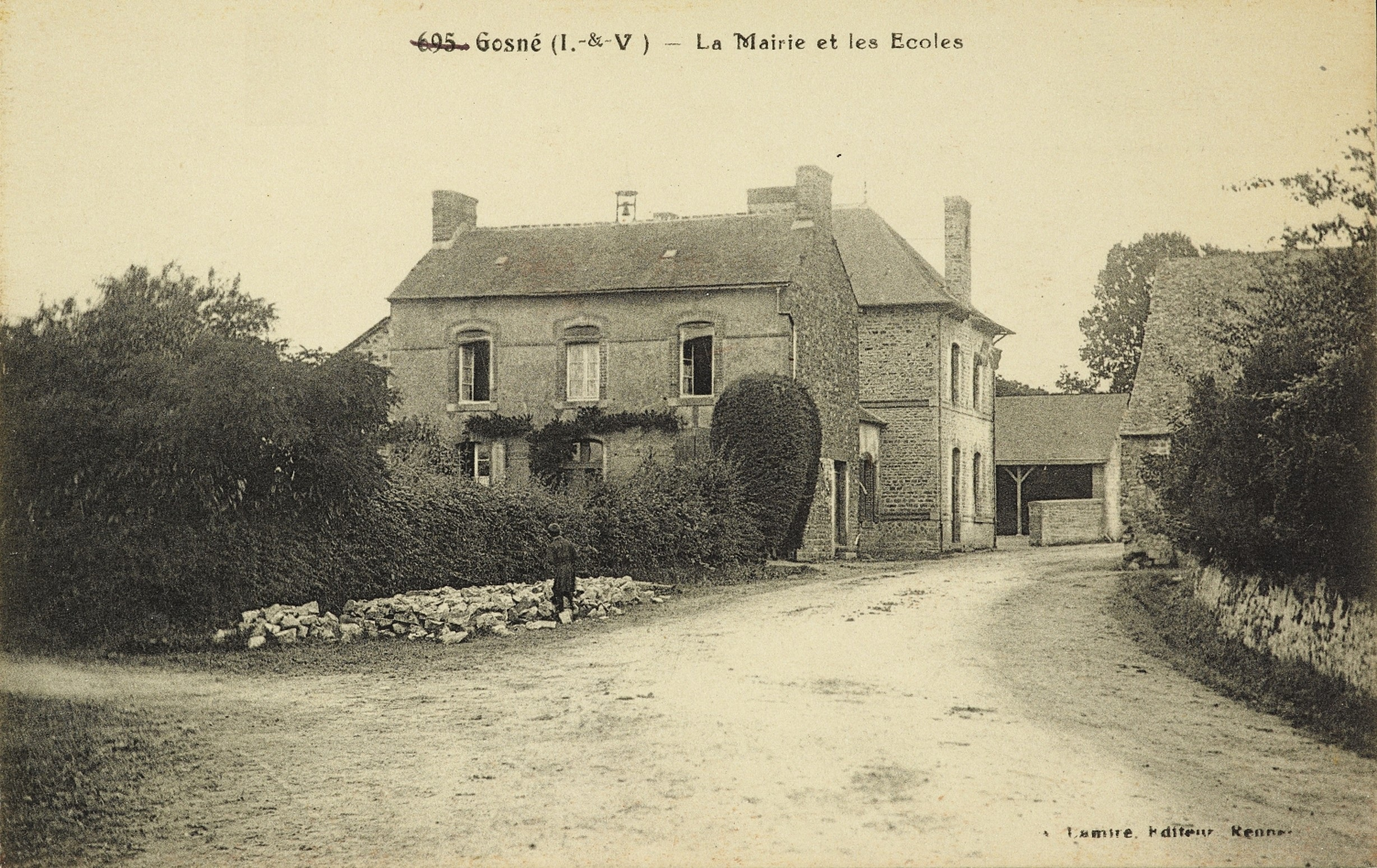
Gosné ː la mairie et les écoles au début du XXe siècle (carte postale).
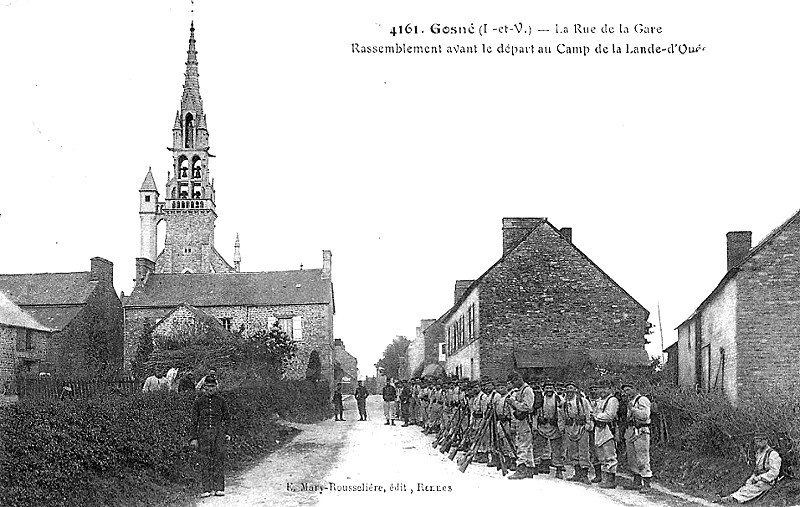
Gosné ː rassemblement de soldats en partance pour le camp de la Lande d'Ouée au début du XXe siècle (carte postale).
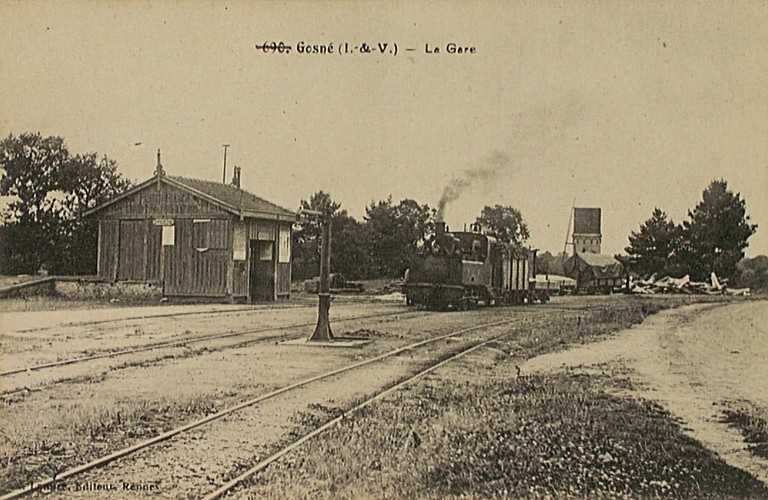
Gosné ː la gare des tramways au début du XXe siècle (carte postale).
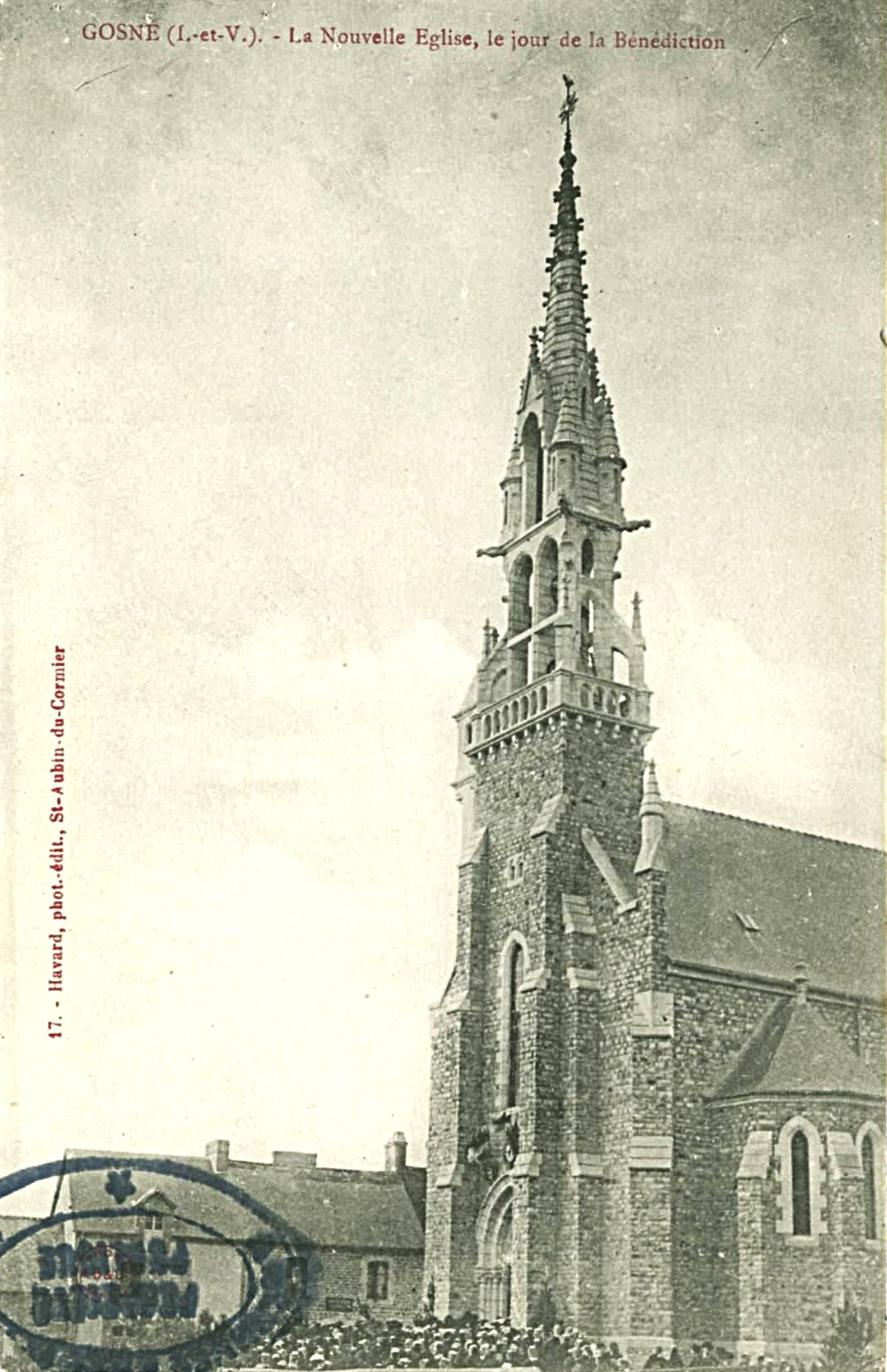
La nouvelle église paroissiale le jour de sa bénédiction en 1903 (carte postale).

L'ancienne église de Gosné est démolie en 1901 et remplacée par une nouvelle qui est bénie en 1903.
L'école de Gosné est laïcisée en 1902 en dépit de l'avis favorable donné à l'unanimité par le conseil municipal le 2 mars 1902 en faveur des Frères de l'instruction chrétienne de Ploërmel. Des pressions étaient exercées sur les parents pour leur faire choisir pour leurs enfants entre l'école laïque de Gosné et l'école privée de Saint-Aubin-du-Cormier, comme en témoigne un article de presse en octobre 1902.
La fête communale de Gosné se tenait traditionnellement le jour de l'Ascension. Dénommée traditionnellement "Assemblée de Gosné", elle était encore organisée pendant l'Entre-deux-guerres. Gosné était alors surnommé parfois « le pays de la galette, de la saucisse et du bon cidre ».

#### La Première Guerre mondiale

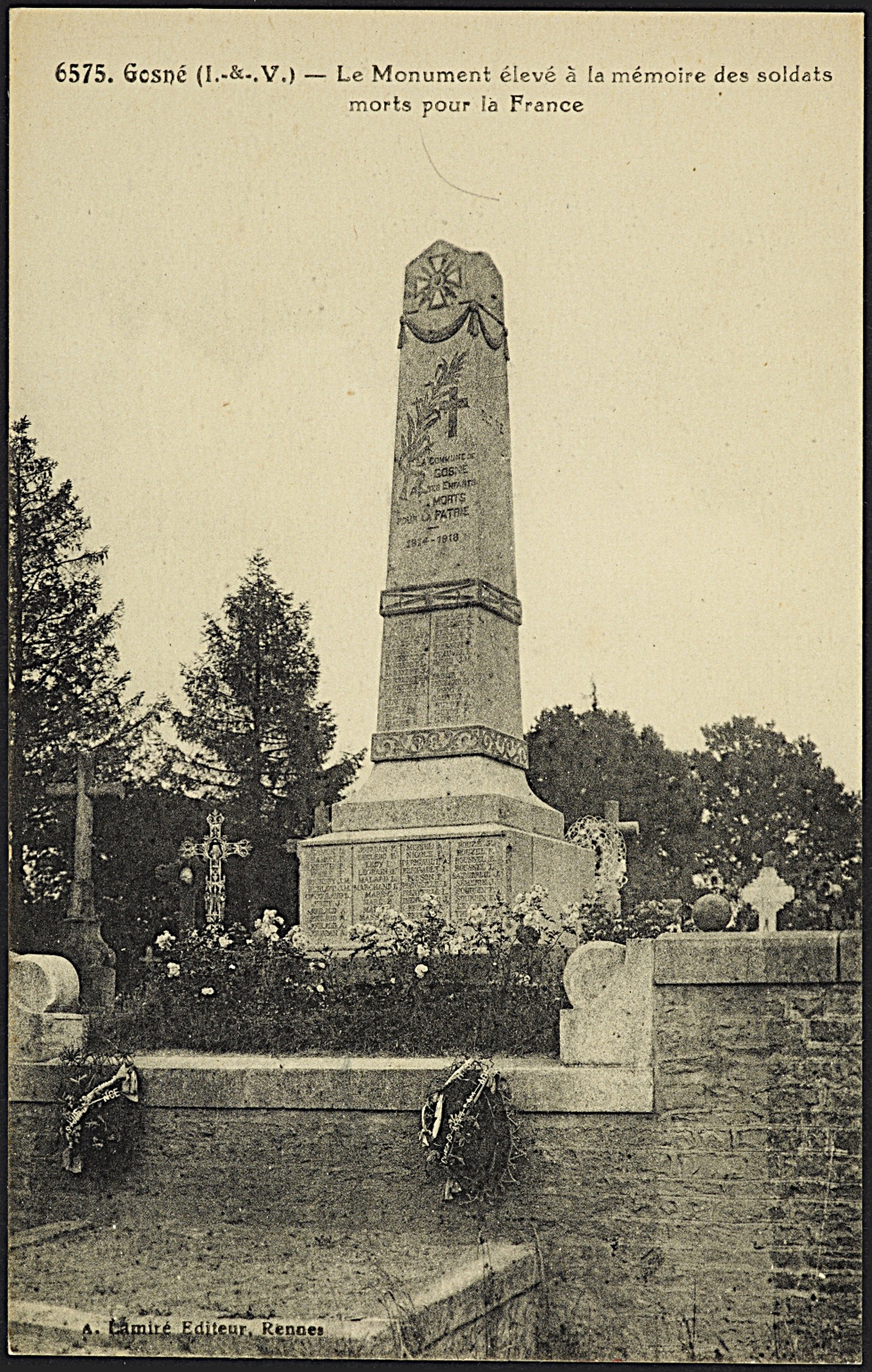
Le monument aux morts de Gosné vers 1925 (carte postale).

Le monument aux morts de Gosné porte les noms de 76 soldats morts pour la France pendant la Première Guerre mondiale ; parmi eux 7 sont morts en Belgique (dont Pierre Barbedet à Fosses-la-Ville dès le 22 août 1914 et Alexandre Balluais le lendemain à  Jemeppe-sur-Sambre, de même qu'Alphonse Repessé à Virton ; Eugène  Brillet est mort des suites de ses blessures le 25 octobre 1914 à Pervyse ; trois sont morts en 4 jours en avril 1915 : Jean David le 22 à Langemarck, François Brillet le 23 à Boezinge et Joseph Saudubail le 24, aussi à Boezinge ; enfin Louis Guyot le 13 juin 1917 à Coxyde) ; trois sont morts de maladie hors de France (Victor Fadier le 28 juin 1915 en Tunisie, Pierre Jourdan le 23 octobre 1918 alors qu'il était prisonnier en Allemagne et Joseph Bertel le 27 octobre 1928 en Bulgarie) ; la plupart des autres sont morts sur le sol français, une incertitude existant pour 8 personnes pour lesquelles lieux et dates de décès ne sont pas précisés.

#### L'Entre-deux-guerres
Le monument aux morts de Gosné fut inauguré le 8 août 1920.
Un fait divers survenu en 1925 concernant une fillette placée en nourrice à Gosné illustre l'existence de nombreuses nourrices à Gosné à cette époque : « Gosné, c'est la campagne, et les Fougerais comme les Rennais n'hésitent pas à confier leurs enfants nouveau-nés auprès desquels ils peuvent aisément passer la journée du dimanche » écrit le journal L'Ouest-Éclair.
Dans la traversée de la commune de Gosné, la route entre Rennes et Fougères, très fréquentée et sinueuse, était le théâtre de nombreux accidents, par exemple le 20 avril 1936 au double virage à angle droit (source de nombreux accidents) du pont de l'Aubouclère une automobile tomba dans l'Illet ; le 24 juillet 1937 au virage de Tounebride ; le 22 décembre 1941 au Pont de l'Au-Bout-Claire [Aubouclère], etc.. Déjà le journal L'Ouest-Éclair écrivait le 8 septembre 1932 à la suite d'un autre accident : « Les usagers de la route Rennes-Fougères savent tous le danger que représente le pont de l'Aubouclère, étroit et en dos d'âne, que l'on l'aborde dans un sens ou dans l'autre » ; les travaux de rectification de ce pont furent enfin envisagés en 1936 et le nouveau pont fut ouvert à la circulation le 3 septembre 1937.

#### La Seconde Guerre mondiale
Le monument aux morts de Gosné porte les noms de 8 personnes mortes pour la France pendant la Deuxième Guerre mondiale ; parmi eux Jules et Roger Fontaine, deux résistants (père et fils), fusillés le 24 juin 1944 à Paris, au stand de tir Balard ; Armand Heudré, victime d'un bombardement aérien de la Luftwaffe près de la gare de Rennes le 17 juin 1940.

## Politique et administration

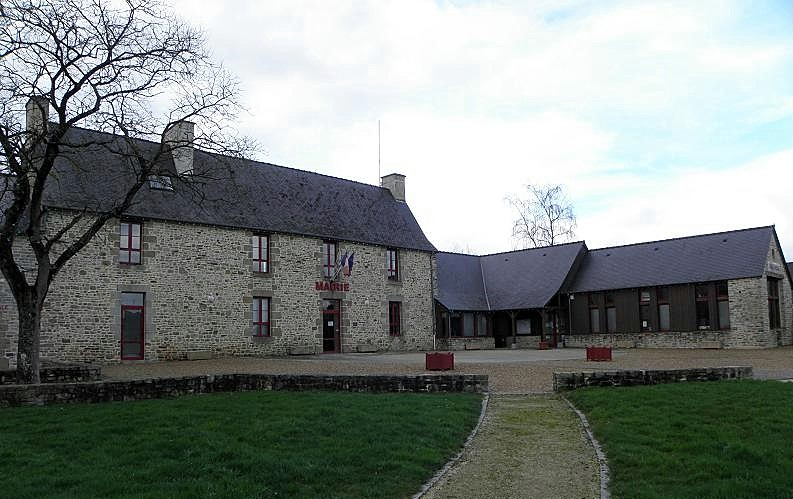
La mairie de Gosné : il s'agit de l'ancien presbytère, rénové en 2001.

### Liste des maires
| Période                                  | Période     | Identité                       | Étiquette           | Qualité |
| ---------------------------------------- | ----------- | ------------------------------ | ------------------- | --- |
| Les données manquantes sont à compléter. |             |                                |                     | |
| 1799                                     | 1803        | Couillon                       |                     | |
| 1803                                     | 1808        | René Paraige                   |                     | |
| 1808                                     | 1813        | Guillaume Chevaucherie         |                     | Cultivateur. |
| 1813                                     | 1820        | René Denis                     |                     | Propriétaire. |
| 1820                                     | 1825        | Jean du Boisguéhenneuc         |                     | Capitaine de vaisseau. Émigré en 1792. Chevalier de l'Ordre de Saint-Louis.                                           |
| 1826                                     | 1830        | Esprit du Boisguéhenneuc       |                     | Officier de vaisseau, Chevalier de l'Ordre de Saint-Louis. Frère de Jean du Boisguéhenneuc, maire entre 1820 et 1825. |
| 1830                                     | 1835        | René Paraige                   |                     | Décédé en fonctions.                                                                                                  |
| 1835                                     | 1842        | Julien Gandon                  |                     | |
| 1842                                     | 1848        | Toussaint Guyot                |                     | Cultivateur. |
| 1848                                     | 1853        | Jean Gandon                    |                     | Tanneur. |
| 1853                                     | 1862        | Jean Denis                     |                     | Cultivateur à Villeneuve..                                                                                            |
| 1862                                     | 1870        | Jean Gandon                    |                     | Déjà maire entre 1848 et 1853.                                                                                        |
| 1870                                     | 1871        | Pierre Renault                 |                     | |
| 1871                                     | 1875        | Jean Gandon                    |                     | Déjà maire entre 1848 et 1853 et entre 1862 et 1870.                                                                  |
| 1875                                     | 1880        | Jean Denis                     |                     | Déjà maire entre 1853 et 1862.                                                                                        |
| 1880                                     | 1884        | Louis Denis                    |                     | Cultivateur. |
| 1884                                     | 1892        | François Ruffault              |                     | Marchand boucher. |
| 1892                                     |             | Christophe Guyot               |                     | Cultivateur, Propriétaire, Marchand de bois.                                                                          |
| 1895                                     | 1919        | Jean-Marie Maillard            |                     | Propriétaire. |
| 1919                                     | 1938        | Francis Ruffault               | Républicain         | Boucher. Réélu en 1929                                                                                                |
| 1939                                     | mai 1953    | Pierre Tourneux                | Radical indépendant | Entrepreneur ; élu maire en janvier 1939.                                                                             |
| mai 1953                                 | mars 1977   | Francis Ruffault               |                     | Marchand boucher. Maire honoraire. Fils de Francis Ruffault, maire entre 1919 et 1938.                                |
| mars 1977                                | mars 1989   | Pierre Bedault                 |                     | Cultivateur Réélu en 1983                                                                                             |
| mars 1989                                | mars 2001   | Pierre Serrand                 |                     | Comptable retraité Réélu en 1995                                                                                      |
| mars 2001                                | 28 mai 2020 | Véronique Lepannetier-Ruffault | DVG                 | Chargée de mission en urbanisme Réélue en 2008 et 2014                                                                |
| 28 mai 2020                              | En cours    | Jean Dupire                    | DVG                 | Conseiller agricole retraité, ancien adjoint au maire                                                                 |

### Jumelages
- Ballyheigue (Irlande) depuis 2005.

## Démographie
L'évolution du nombre d'habitants est connue à travers les recensements de la population effectués dans la commune depuis 1793. Pour les communes de moins de 10 000 habitants, une enquête de recensement portant sur toute la population est réalisée tous les cinq ans, les populations de référence des années intermédiaires étant quant à elles estimées par interpolation ou extrapolation. Pour la commune, le premier recensement exhaustif entrant dans le cadre du nouveau dispositif a été réalisé en 2008.
En 2022, la commune comptait 2 098 habitants, en évolution de +5,22 % par rapport à 2016 (Ille-et-Vilaine : +5,46 %, France hors Mayotte : +2,11 %).
| 1793 | 1800 | 1806 | 1821 | 1831  | 1836  | 1841  | 1846  | 1851  |
| ---- | ---- | ---- | ---- | ----- | ----- | ----- | ----- | ----- |
| 976  | 886  | 906  | 976  | 1 025 | 1 025 | 1 002 | 1 101 | 1 197 |

| 1856  | 1861  | 1866  | 1872  | 1876  | 1881  | 1886  | 1891  | 1896  |
| ----- | ----- | ----- | ----- | ----- | ----- | ----- | ----- | ----- |
| 1 237 | 1 257 | 1 297 | 1 270 | 1 225 | 1 198 | 1 221 | 1 213 | 1 161 |

| 1901  | 1906  | 1911  | 1921  | 1926  | 1931 | 1936 | 1946 | 1954 |
| ----- | ----- | ----- | ----- | ----- | ---- | ---- | ---- | ---- |
| 1 178 | 1 203 | 1 176 | 1 033 | 1 017 | 986  | 950  | 949  | 935  |

| 1962 | 1968 | 1975 | 1982  | 1990  | 1999  | 2006  | 2008  | 2013  |
| ---- | ---- | ---- | ----- | ----- | ----- | ----- | ----- | ----- |
| 918  | 817  | 875  | 1 014 | 1 195 | 1 380 | 1 592 | 1 652 | 1 913 |

| 2018  | 2022  | - | - | - | - | - | - | - |
| ----- | ----- | - | - | - | - | - | - | - |
| 1 987 | 2 098 | - | - | - | - | - | - | - |

## Enseignement
- École publique Nominoë

## Culture locale et patrimoine

### Lieux et monuments
- Église Notre-Dame-de-la-Visitation (XXe siècle), édifiée en 1903 par Arthur Regnault en remplacement de l'église datant du XVIe siècle qui elle-même avait remplacé la vieille église remontant au Haut Moyen-Âge. L'église actuelle, en forme de croix latine, est construite en moellons de grès armoricain ; son clocher de style néogothique est en granite gris : le calcaire  revêtant l'intérieur du monument apporte une clarté rare dans la région ; elle a un clocher-porche et son chevet à pans coupés se trouve à l'ouest, à l'inverse de la tradition catholique[59]. Un vitrail intitulé "Notre-Dame de Pontmain" date de 1904 ; il est l'œuvre du maître verrier Payan[26].

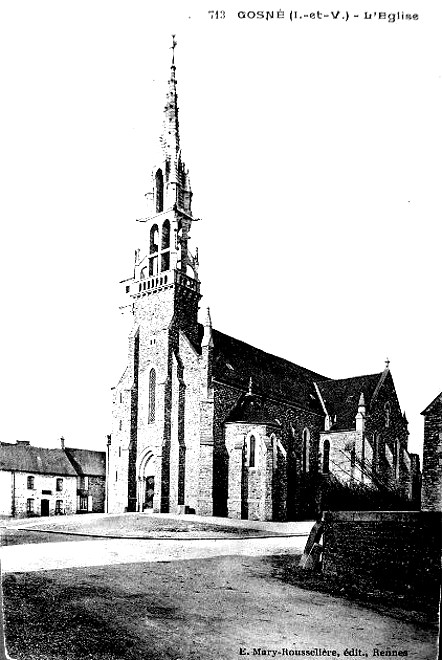
La nouvelle église paroissiale au début du XXe siècle (carte postale).
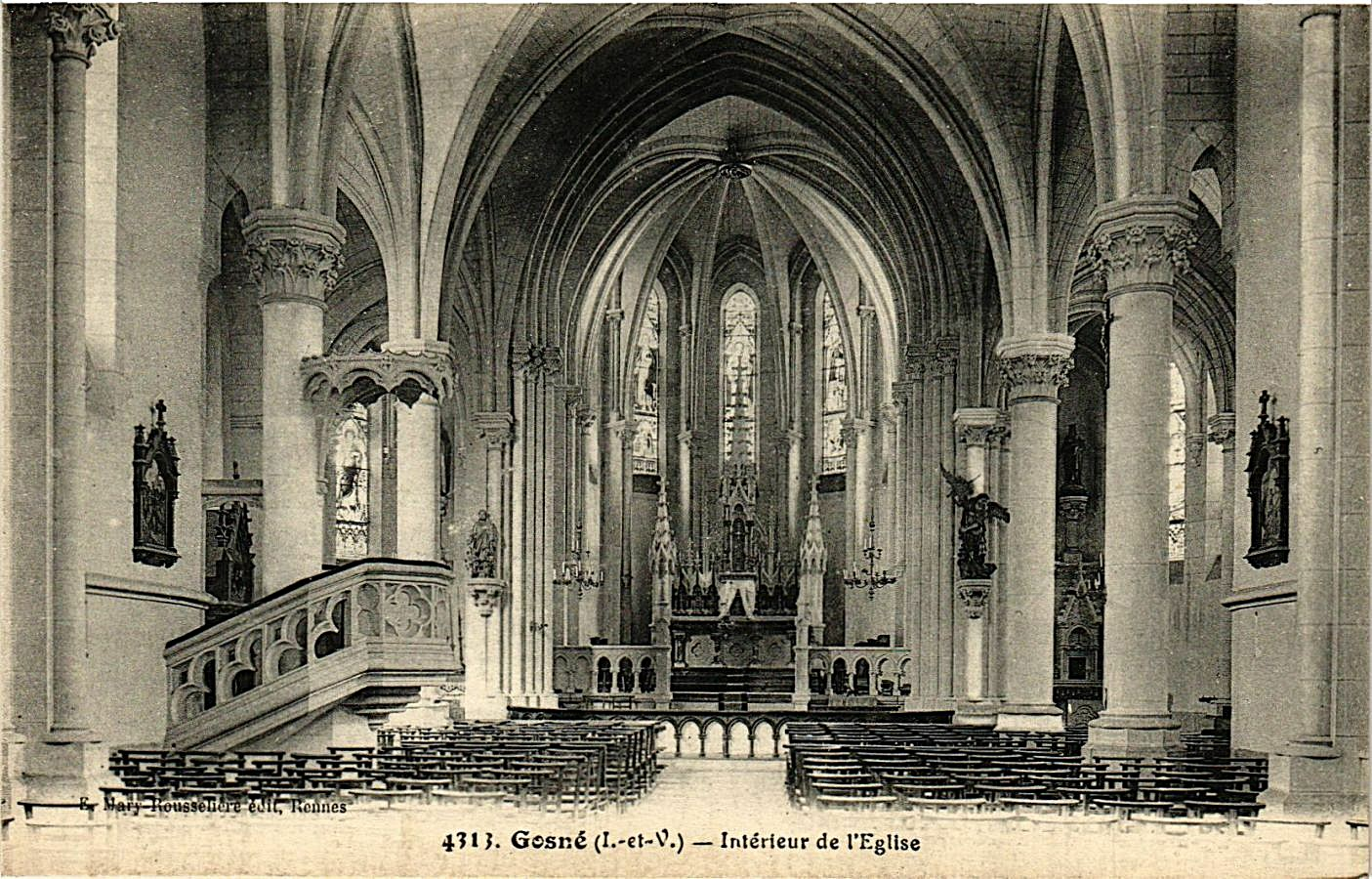
Vue intérieure de la nouvelle église au début du XXe siècle (carte postale).
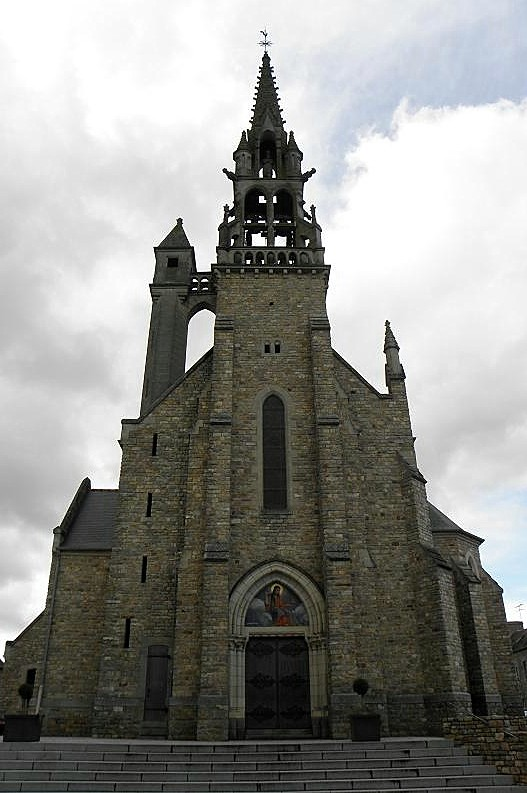
Église Notre-Dame-de-la-Visitation : la façade.
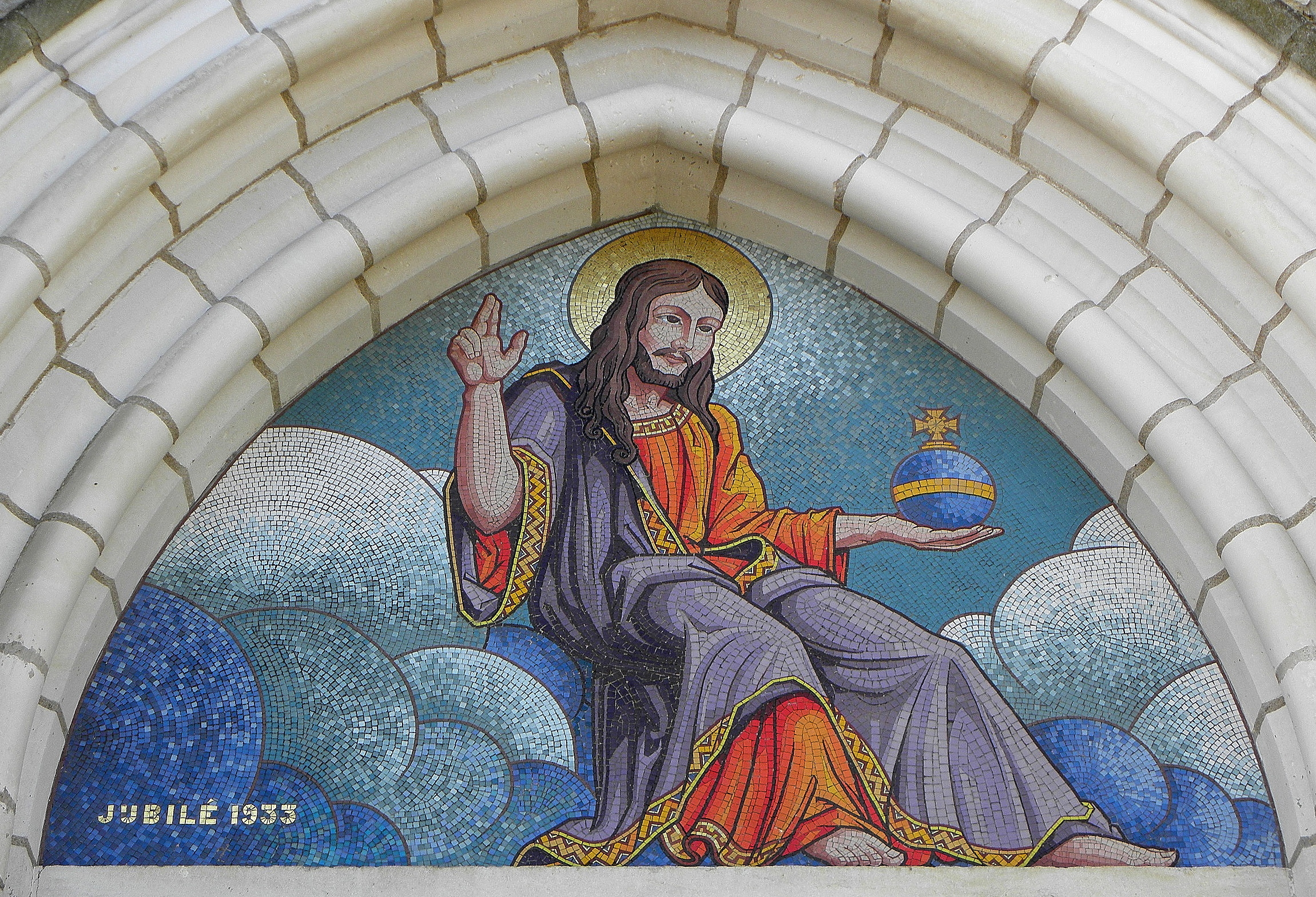
Église Notre-Dame-de-la-Visitation : façade, mosaïque de l'atelier Odorico.

- Le manoir de Landeronde : le bâtiment principal du manoir actuel date probablement du XVIIe siècle et les deux extensions du milieu du XIXe siècle[60].
- La maison du Domaine : maison construite vers le milieu du XVIIe siècle ä proximité du manoir et du village de Dezerseul[61].
- Le moulin d'Ouée : le moulin actuel date de la fin du XIXe siècle ou du début du XXe siècle[62].

### Personnalités liées à la commune
- Patrick Béon (né en 1950 à Gosné), coureur cycliste.

### Conte
- Un voyage au purgatoire[63].

### Langue régionale
La commune est engagée depuis 2023 dans la promotion du gallo à travers la signature de la charte « du Galo, dam Yan, Dam Vèr ! ».